# Persone di nome Steve
| Questa pagina contiene informazioni ricavate automaticamente dalle voci biografiche con l'ausilio del template Bio e di un bot. L'aggiornamento è periodico e automatico e ricostruisce completamente la pagina. Se manca una persona in questa lista, sei pregato di non aggiungerla, ma accertati piuttosto che la sua voce biografica contenga il template Bio e che i dati anagrafici siano correttamente compilati. Se il template Bio manca, inseriscilo tu stesso o, in alternativa, metti l'avviso {{tmp\|Bio}} che ne segnala la mancanza. Se i dati riportati sono sbagliati, correggi direttamente la voce biografica; le modifiche saranno visibili in questa lista entro pochi giorni. Per chiarimenti vedi il progetto antroponimi. La lista contiene solo le 385 persone che sono citate nell'enciclopedia e per le quali è stato implementato correttamente il template Bio. Pagina aggiornata al 6 ago 2025. |

Questa è una lista di persone presenti nell'enciclopedia che hanno il nome Steve, suddivise per attività principale.

## Allenatori di calcio(25)
- Steve Bull, allenatore di calcio e ex calciatore britannico (Tipton, n. 1965)
- Steve Cain, allenatore di calcio neozelandese (n. 1958)
- Steve Cooper, allenatore di calcio e ex calciatore gallese (Pontypridd, n. 1979)
- Steve Darby, allenatore di calcio inglese (Liverpool, n. 1955)
- Steve Dugardein, allenatore di calcio e ex calciatore belga (Mouscron, n. 1974)
- Steve Gritt, allenatore di calcio e ex calciatore inglese (Bournemouth, n. 1957)
- Steve Hodge, allenatore di calcio e ex calciatore inglese (Nottingham, n. 1962)
- Steve Jenkins, allenatore di calcio e ex calciatore gallese (Merthyr Tydfil, n. 1972)
- Steve Kean, allenatore di calcio e ex calciatore scozzese (Glasgow, n. 1967)
- Steve Komphela, allenatore di calcio e ex calciatore sudafricano (Kroonstad, n. 1967)
- Steve Lomas, allenatore di calcio e ex calciatore nordirlandese (Hannover, n. 1974)
- Steve Lovell, allenatore di calcio e ex calciatore gallese (Swansea, n. 1960)
- Steve MacKenzie, allenatore di calcio e ex calciatore inglese (Romford, n. 1961)
- Steve Marlet, allenatore di calcio e ex calciatore francese (Pithiviers, n. 1974)
- Steve McCall, allenatore di calcio e ex calciatore inglese (Carlisle, n. 1960)
- Steve McClaren, allenatore di calcio, dirigente sportivo e ex calciatore inglese (Fulford, n. 1961)
- Steve Morrow, allenatore di calcio e ex calciatore nordirlandese (Belfast, n. 1970)
- Steve Parkin, allenatore di calcio e ex calciatore inglese (Mansfield, n. 1965)
- Steve Pittman, allenatore di calcio e ex calciatore statunitense (Wilson, n. 1967)
- Steve Sampson, allenatore di calcio statunitense (Salt Lake City, n. 1957)
- Steve Savidan, allenatore di calcio e ex calciatore francese (Angers, n. 1978)
- Steve Stone, allenatore di calcio e ex calciatore inglese (Gateshead, n. 1971)
- Steve Tilson, allenatore di calcio e ex calciatore inglese (Wickford, n. 1966)
- Steve Trittschuh, allenatore di calcio, ex calciatore e ex giocatore di calcio a 5 statunitense (Granite City, n. 1965)
- Steve Wigley, allenatore di calcio e ex calciatore inglese (Ashton-under-Lyne, n. 1961)

## Allenatori di football americano(1)
- Steve Spagnuolo, allenatore di football americano statunitense (Whitinsville, n. 1959)

## Allenatori di hockey su ghiaccio(2)
- Steve Hirschi, allenatore di hockey su ghiaccio e ex hockeista su ghiaccio svizzero (Grosshöchstetten, n. 1981)
- Steve Ott, allenatore di hockey su ghiaccio e ex hockeista su ghiaccio canadese (Summerside, n. 1982)

## Allenatori di pallacanestro(1)
- Steve Donahue, allenatore di pallacanestro statunitense (n. 1962)

## Allenatori di pugilato(1)
- Steve Klaus, allenatore di pugilato statunitense (Etna, n. 1904 - Roma, † 1992)

## Allenatori di sci alpino(1)
- Steve Locher, allenatore di sci alpino e ex sciatore alpino svizzero (Salins, n. 1967)

## Allenatori di tennis(1)
- Steve Darcis, allenatore di tennis e ex tennista belga (Liegi, n. 1984)

## Alpinisti(1)
- Steve House, alpinista statunitense (La Grande, n. 1970)

## Altisti(1)
- Steve Smith, ex altista statunitense (n. 1971)

## Animatori(2)
- Steve Alpert, animatore e produttore cinematografico statunitense (n. 1950)
- Steve Loter, animatore e sceneggiatore statunitense

## Arbitri di pallacanestro(1)
- Steve Javie, arbitro di pallacanestro statunitense (Filadelfia, n. 1955)

## Arbitri di rugby a 15(1)
- Steve Walsh, arbitro di rugby a 15 neozelandese (Cambridge, n. 1972)

## Arrampicatori(1)
- Steve McClure, arrampicatore britannico (Saltburn-by-the-Sea, n. 1970)

## Artisti(1)
- Steve Bandoma, artista della Repubblica Democratica del Congo (Kinshasa, n. 1981)

## Astronomi(3)
- Steve Brady, astronomo statunitense
- Steve Cullen, astronomo statunitense
- Steve R. Swanson, astronomo statunitense

## Attori(36)
- Steve Bacic, attore croato (Lisičić, n. 1965)
- Steve Barclay, attore statunitense (Baltimora, n. 1918 - Roma, † 1994)
- Steve Bastoni, attore italiano (Roma, n. 1966)
- Steve Bisley, attore australiano (Lake Munmorah, n. 1951)
- Steve Brodie, attore statunitense (El Dorado, n. 1919 - West Hills, † 1992)
- Steve Byers, attore canadese (Scarborough, n. 1976)
- Steve Cardenas, attore e artista marziale statunitense (Langley Air Force Base, n. 1974)
- Steve Clemente, attore statunitense (Tonichi, n. 1882 - Los Angeles, † 1950)
- Steve Cochran, attore statunitense (Eureka, n. 1917 - Largo del Guatemala, † 1965)
- Steve Curry, attore, cantante e ballerino statunitense (Camden, n. 1946 - Truth or Consequences, † 2014)
- Steve Darrell, attore statunitense (Osage, n. 1904 - Los Angeles, † 1970)
- Steve Evets, attore britannico (Salford, n. 1959)
- Steve Forrest, attore statunitense (Huntsville, n. 1925 - Thousand Oaks, † 2013)
- Steve Forsyth, attore e fotografo canadese
- Steve Harris, attore statunitense (Chicago, n. 1965)
- Steve Huison, attore britannico (Leeds, n. 1962)
- Steve Hytner, attore statunitense (New York, n. 1959)
- Steve Inwood, attore statunitense (New York, n. 1947 - Los Angeles, † 2025)
- Steve James, attore statunitense (New York, n. 1952 - Burbank, † 1993)
- Steve Kanaly, attore statunitense (Burbank, n. 1946)
- Steve Landesberg, attore e comico statunitense (New York, n. 1936 - Los Angeles, † 2010)
- Steve Lawrence, attore e cantante statunitense (New York, n. 1935 - Los Angeles, † 2024)
- Steve Makaj, attore canadese (Burlington)
- Steve Mouzakis, attore australiano (Melbourne, n. 1973)
- Steve Nicolson, attore britannico (Croydon, n. 1966)
- Steve Pink, attore, sceneggiatore e regista statunitense (n. 1966)
- Steve Railsback, attore statunitense (Dallas, n. 1945)
- Steve Reevis, attore statunitense (Browning, n. 1962 - Missoula, † 2017)
- Steve Speirs, attore gallese (Troedyrhiw, n. 1965)
- Steve Suissa, attore, regista e sceneggiatore francese (Parigi, n. 1970)
- Steve Susskind, attore statunitense (Springfield, n. 1942 - Sunland, † 2005)
- Steve Talley, attore statunitense (Indianapolis, n. 1981)
- Steve Toussaint, attore britannico (n. 1965)
- Steve Tracy, attore statunitense (Canton, n. 1952 - Tampa, † 1986)
- Steve Valentine, attore e doppiatore scozzese (Bishopbriggs, n. 1966)
- Steve Zissis, attore e sceneggiatore statunitense (New Orleans, n. 1975)

## Attori pornografici(2)
- Steve Cruz, ex attore pornografico, regista e produttore cinematografico statunitense (San Francisco, n. 1972)
- Johnny Sins, attore pornografico statunitense (Pittsburgh, n. 1978)

## Attori teatrali(1)
- Steve Barton, attore teatrale e cantante statunitense (Hot Springs, n. 1954 - Brema, † 2001)

## Autori di giochi(2)
- Steve Jackson, autore di giochi statunitense (Tulsa, n. 1953)
- Steve Jackson, autore di giochi e scrittore britannico (Altrincham, n. 1951)

## Autori televisivi(1)
- Steve Marmel, autore televisivo e produttore televisivo statunitense (Los Angeles, n. 1964)

## Avvocati(2)
- Steve Berry, avvocato e scrittore statunitense (n. 1955)
- Steve Martini, avvocato e scrittore statunitense (San Francisco, n. 1946)

## Bassisti(8)
- Steve Anderson, bassista, compositore e produttore discografico britannico (Londra, n. 1972)
- Steve Bailey, bassista statunitense (Myrtle Beach, n. 1960)
- Steve DiGiorgio, bassista statunitense (Waukegan, n. 1967)
- Steve Fossen, bassista statunitense (Seattle, n. 1949)
- Steve Hansgen, bassista statunitense
- Steve Rodby, bassista statunitense (Joliet, n. 1954)
- Steve Swallow, bassista, contrabbassista e compositore statunitense (Fair Lawn, n. 1940)
- Steve Vawamas, bassista italiano (Genova, n. 1970)

## Batteristi(12)
- Steve Asheim, batterista, chitarrista e produttore discografico statunitense (Freehold, n. 1970)
- Steve Felton, batterista e regista statunitense (n. 1969)
- Steve Hewitt, batterista britannico (Manchester, n. 1971)
- Steve Jansen, batterista britannico (Beckenham, n. 1959)
- Steve Jordan, batterista, compositore e produttore discografico statunitense (New York, n. 1957)
- Steve Negus, batterista canadese (Hamilton, n. 1952)
- Steve Riley, batterista statunitense (Revere, n. 1956 - † 2023)
- Steve Shelley, batterista statunitense (Midland, n. 1962)
- Steve Upton, batterista britannico (Wrexham, n. 1946)
- Steve Wacholz, batterista statunitense (White Plains, n. 1962)
- Steve Williams, batterista statunitense (Rochester, n. 1956)
- Steve Zimmerman, batterista statunitense (Chicago, n. 1962)

## Bobbisti(1)
- Steve Anderhub, ex bobbista svizzero (Lucerna, n. 1970)

## Cantanti(15)
- Steve Alaimo, cantante statunitense (Omaha, n. 1939 - Miami, † 2024)
- Steve Augeri, cantante statunitense (New York, n. 1959)
- Steve Banda Kalenga, cantante della Repubblica Democratica del Congo
- Steve Grand, cantante statunitense (Lemont, n. 1990)
- Steve Hogarth, cantante e polistrumentista britannico (Kendal, n. 1959)
- Steve Lee, cantante e compositore svizzero (Horgen, n. 1963 - Mesquite, † 2010)
- Steve Lukather, cantante, chitarrista e produttore discografico statunitense (Los Angeles, n. 1957)
- Steve Overland, cantante, compositore e chitarrista britannico (East Anglia, n. 1960)
- Steve Plunkett, cantante, chitarrista e compositore statunitense (n. 1953)
- Steve Souza, cantante statunitense (n. 1964)
- Steve Stone, cantante, chitarrista e polistrumentista statunitense (Huntsville, n. 1963)
- Steve Summers, cantante statunitense
- Steve Turner, cantante e chitarrista statunitense (Houston, n. 1965)
- Steve Walsh, cantante, tastierista e compositore statunitense (Saint Louis, n. 1951)
- Steve Whiteman, cantante statunitense (Piedmont, n. 1956)

## Cantautori(11)
- Steve Boone, cantautore e bassista statunitense (St. Augustine, n. 1943)
- Steve Earle, cantautore, produttore discografico e attore statunitense (Fort Monroe, n. 1955)
- Steve Gibbons, cantautore, musicista e compositore britannico (Harborne, n. 1941)
- Steve Green, cantautore e musicista statunitense (Portland, n. 1956)
- Blackie Lawless, cantautore, chitarrista e polistrumentista statunitense (New York, n. 1956)
- Steve Miller, cantautore e chitarrista statunitense (Milwaukee, n. 1943)
- Steve Phillips, cantautore e musicista britannico (Londra, n. 1948)
- Steve Poltz, cantautore, chitarrista e armonicista canadese (Halifax, n. 1960)
- Steve Wariner, cantautore statunitense (Noblesville, n. 1954)
- Steve Wynn, cantautore e chitarrista statunitense (Los Angeles, n. 1960)
- Steve Young, cantautore e chitarrista statunitense (Newnan, n. 1942 - Nashville, † 2016)

## Cavalieri(1)
- Steve Guerdat, cavaliere svizzero (Bassecourt, n. 1982)

## Cestisti(12)
- Steve Dagostino, ex cestista statunitense (New York, n. 1985)
- Steve Downing, ex cestista statunitense (Indianapolis, n. 1950)
- Steve Gansey, ex cestista e allenatore di pallacanestro statunitense (Olmsted Falls, n. 1985)
- Steve Grant, ex cestista statunitense (Bronx, n. 1957)
- Steve Grote, ex cestista statunitense (Cincinnati, n. 1955)
- Steve Logan, ex cestista statunitense (Cleveland, n. 1980)
- Steve Mitchell, ex cestista statunitense (Memphis, n. 1964)
- Steve Puidokas, cestista statunitense (Chicago, n. 1955 - Cagliari, † 1994)
- Steve Schlachter, ex cestista statunitense (New York, n. 1954)
- Steve Taylor, cestista statunitense (Chicago, n. 1993)
- Steve Thomas, ex cestista statunitense (Carrollton, n. 1981)
- Steve Wachalski, ex cestista tedesco (Köthen, n. 1983)

## Chitarristi(19)
- Steve Bolton, chitarrista britannico (Manchester, n. 1949)
- Steve Conte, chitarrista e cantante statunitense (n. 1960)
- Steve Cropper, chitarrista, compositore e paroliere statunitense (Dora, n. 1941)
- Steve Diggle, chitarrista e bassista britannico (Manchester, n. 1956)
- Steve Farmer, chitarrista e compositore statunitense (Detroit, n. 1948 - Redford, † 2020)
- Steve Hillage, chitarrista, cantante e compositore inglese (Londra, n. 1951)
- Steve Hunter, chitarrista statunitense (Decatur, n. 1948)
- Steve Khan, chitarrista statunitense (Los Angeles, n. 1947)
- Steve Mann, chitarrista, tastierista e cantante inglese (Londra, n. 1955)
- Steve Mann, chitarrista statunitense (San Pablo, n. 1943 - Berkeley, † 2009)
- Steve Marker, chitarrista e produttore discografico statunitense (Mamaroneck, n. 1959)
- Steve Morse, chitarrista statunitense (Hamilton, n. 1954)
- Steve New, chitarrista inglese (Londra, n. 1960 - Londra, † 2010)
- Steve Newman, chitarrista sudafricano (Città del Capo, n. 1952)
- Steve Ouimette, chitarrista statunitense (n. 1968)
- Steve Ramsey, chitarrista inglese
- Steve Rothery, chitarrista britannico (Brampton, n. 1959)
- Steve Saluto, chitarrista italiano (n. 1966)
- Steve Stevens, chitarrista statunitense (Brooklyn, n. 1959)

## Ciclisti su strada(2)
- Steve Morabito, ex ciclista su strada svizzero (Monthey, n. 1983)
- Steve Zampieri, ex ciclista su strada svizzero (Arbon, n. 1977)

## Ciclocrossisti(1)
- Steve Chainel, ex ciclocrossista e ciclista su strada francese (Remiremont, n. 1983)

## Compositori(5)
- Steve Baca, compositore e cantautore statunitense
- Steve Bartek, compositore e musicista statunitense (Ohio)
- Steve Dorff, compositore statunitense (New York)
- Steve Hauschildt, compositore statunitense (n. 1984)
- Steve Jablonsky, compositore statunitense (Los Angeles, n. 1970)

## Conduttori televisivi(2)
- Steve Harvey, conduttore televisivo, produttore televisivo e conduttore radiofonico statunitense (Welch, n. 1957)
- Steve Pizzati, conduttore televisivo australiano (Melbourne, n. 1974)

## Contrabbassisti(1)
- Steve Davis, contrabbassista statunitense (Filadelfia, n. 1929 - † 1987)

## Criminali(1)
- Clem Grogan, criminale statunitense (Los Angeles, n. 1951)

## Critici cinematografici(1)
- Steve Della Casa, critico cinematografico e direttore artistico italiano (Torino, n. 1953)

## Danzatori(2)
- Steve La Chance, ballerino, coreografo e insegnante statunitense (Subic Bay, n. 1961)
- Steve Paxton, ballerino e coreografo statunitense (Phoenix, n. 1939 - Charleston, † 2024)

## Dirigenti d'azienda(1)
- Steve O'Rourke, manager e pilota automobilistico britannico (Willesden, n. 1940 - Miami, † 2003)

## Dirigenti sportivi(1)
- Steve von Bergen, dirigente sportivo e ex calciatore svizzero (Neuchâtel, n. 1983)

## Disc jockey(5)
- Steve Angello, disc jockey e produttore discografico greco (Atene, n. 1982)
- Steve Aoki, disc jockey e produttore discografico statunitense (Miami, n. 1977)
- Steve Bug, disc jockey e produttore discografico tedesco (Brema)
- Steve Hurley, disc jockey e produttore discografico statunitense (Chicago, n. 1962)
- Steve Lamacq, disc jockey, conduttore radiofonico e giornalista britannico (Londra, n. 1964)

## Doppiatori(1)
- Steve Whitmire, doppiatore statunitense (Atlanta, n. 1959)

## Economisti(1)
- Steve Keen, economista australiano (n. 1953)

## Fotografi(1)
- Steve McCurry, fotografo statunitense (Filadelfia, n. 1950)

## Fumettisti(5)
- Steve Bell, fumettista inglese (Walthamstow, n. 1951)
- Steve Dillon, fumettista britannico (Londra, n. 1962 - New York, † 2016)
- Steve Englehart, fumettista e scrittore statunitense (Indianapolis, n. 1947)
- Steve McNiven, fumettista canadese (Halifax, n. 1967)
- Steve Purcell, fumettista, disegnatore e regista statunitense (Fresno, n. 1961)

## Generali(1)
- Steve Thull, generale lussemburghese (Esch-sur-Alzette, n. 1967)

## Giocatori di baseball(1)
- Steve Hamilton, giocatore di baseball, cestista e allenatore di baseball statunitense (Columbia, n. 1935 - Morehead, † 1997)

## Giocatori di football americano(17)
- Steve August, ex giocatore di football americano statunitense (Jeannette, n. 1954)
- Steve Beauharnais, ex giocatore di football americano statunitense (Saddle Brook, n. 1990)
- Steve Broussard, ex giocatore di football americano statunitense (Los Angeles, n. 1967)
- Steve Delaval, ex giocatore di football americano francese (n. 1987)
- Steve Grogan, ex giocatore di football americano statunitense (San Antonio, n. 1953)
- Steve Hoffman, ex giocatore di football americano e allenatore di football americano statunitense (Camden, n. 1958)
- Steve Ishmael, giocatore di football americano statunitense (Miami, n. 1995)
- Steve McShane, giocatore di football americano statunitense (Freeport, n. 1996)
- Steve Myer, ex giocatore di football americano statunitense (Covina, n. 1954)
- Steve Niehaus, ex giocatore di football americano statunitense (Cincinnati, n. 1954)
- Steve Nzeocha, ex giocatore di football americano tedesco
- Steve Raible, ex giocatore di football americano statunitense (Louisville, n. 1954)
- Steve Romanik, giocatore di football americano statunitense (Millville, n. 1924 - Millville, † 2009)
- Steve Stenstrom, ex giocatore di football americano statunitense (El Toro, n. 1971)
- Steve Vallos, ex giocatore di football americano statunitense (Youngstown, n. 1984)
- Steve Williams, ex giocatore di football americano statunitense (Dallas, n. 1991)
- Steve Wisniewski, ex giocatore di football americano e allenatore di football americano statunitense (Rutland, n. 1967)

## Giocatori di poker(1)
- Steve O'Dwyer, giocatore di poker statunitense (Colorado Springs, Colorado, n. 1982)

## Giocatori di snooker(2)
- Steve Davis, giocatore di snooker inglese (Plumstead, n. 1957)
- Steve Mifsud, giocatore di snooker australiano (Melbourne, n. 1972)

## Hockeisti su ghiaccio(5)
- Steve Bernier, hockeista su ghiaccio canadese (Québec, n. 1985)
- Steve Mason, hockeista su ghiaccio canadese (Oakville, n. 1988)
- Steve Staios, ex hockeista su ghiaccio canadese (Hamilton, n. 1973)
- Steve Sullivan, ex hockeista su ghiaccio canadese (Timmins, n. 1974)
- Steve West, ex hockeista su ghiaccio canadese (Peterborough, n. 1952)

## Imprenditori(3)
- Steve Huffman, imprenditore, dirigente d'azienda e attivista statunitense (The Plains, n. 1983)
- Steve Linford, imprenditore britannico (Londra, n. 1956)
- Steve Rubell, imprenditore statunitense (New York, n. 1943 - New York, † 1989)

## Informatici(1)
- Steve Russell, informatico statunitense (Hartford, n. 1937)

## Ingegneri(2)
- Steve Coast, ingegnere britannico (n. 1980)
- Steve Nichols, ingegnere statunitense (Salt Lake City, n. 1947)

## Lottatori(1)
- Steve Fraser, ex lottatore statunitense (n. 1958)

## Mafiosi(1)
- Steve Ferrigno, mafioso italiano (Sicilia, n. 1900 - Bronx, † 1930)

## Mezzofondisti(1)
- Steve Prefontaine, mezzofondista statunitense (Coos Bay, n. 1951 - Eugene, † 1975)

## Mistici(1)
- Satsvarupa dasa Goswami, mistico statunitense (New York, n. 1939)

## Mountain biker(1)
- Steve Smith, mountain biker canadese (Nanaimo, n. 1989 - Nanaimo, † 2016)

## Multiplisti(1)
- Steve Bastien, multiplista statunitense (Saline, n. 1994)

## Musicisti(12)
- Steve Beresford, musicista e compositore britannico (n. 1950)
- Kode9, musicista e disc jockey scozzese (Glasgow, n. 1973)
- Steve Gunn, musicista e cantautore statunitense (Lansdowne)
- Steve Hanley, musicista britannico (Dublino, n. 1959)
- Steve Jolliffe, musicista inglese (n. 1949)
- Steve Katz, musicista e produttore discografico statunitense (New York, n. 1945)
- Steve Kidwiller, musicista statunitense
- Steve Lacy, musicista, cantante e produttore discografico statunitense (Compton, n. 1998)
- Steve Piccolo, musicista statunitense (New Hampshire, n. 1954)
- Steve Roach, musicista e compositore statunitense (La Mesa, n. 1955)
- Steve Roden, musicista e artista statunitense (Los Angeles, n. 1964 - Los Angeles, † 2023)
- Steve West, musicista statunitense (Charlottesville, n. 1966)

## Pallavolisti(1)
- Steve Brinkman, pallavolista canadese (Toronto, n. 1978)

## Pianisti(1)
- Steve Dobrogosz, pianista e compositore statunitense (Raleigh, n. 1956)

## Piloti automobilistici(1)
- Steve Soper, pilota automobilistico britannico (Greenford, n. 1951)

## Piloti motociclistici(8)
- Steve Baker, pilota motociclistico statunitense (Bellingham, n. 1952)
- Steve Colley, pilota motociclistico britannico (Onchan, n. 1972)
- Steve Drew, pilota motociclistico statunitense (Vista, n. 1973)
- Steve Jenkner, pilota motociclistico tedesco (Lichtenstein, n. 1976)
- Steve Martin, pilota motociclistico australiano (Adelaide, n. 1968)
- Steve Plater, pilota motociclistico britannico (Luton, n. 1972)
- Steve Ramon, pilota motociclistico belga (Bruges, n. 1979)
- Steve Webster, pilota motociclistico britannico (Easingwold, n. 1960)

## Politici(4)
- Steve Israel, politico statunitense (New York, n. 1958)
- Steve Stevaert, politico belga (Rijkhoven, n. 1954 - Hasselt, † 2015)
- Steve Watkins, politico statunitense (Joint Base San Antonio-Lackland, n. 1976)
- Steve Windom, politico statunitense (Florence, n. 1949)

## Produttori cinematografici(2)
- Steve Golin, produttore cinematografico e produttore televisivo statunitense (Geneva, n. 1955 - Los Angeles, † 2019)
- Steve Koren, produttore cinematografico e sceneggiatore statunitense

## Produttori discografici(4)
- Steve Churchyard, produttore discografico britannico
- Steve Lillywhite, produttore discografico britannico (Londra, n. 1955)
- Steve Mac, produttore discografico britannico (Chertsey, n. 1972)
- Steve Thompson, produttore discografico e musicista statunitense (New York)

## Psichiatri(1)
- Steve Pieczenik, psichiatra, scrittore e editore statunitense (L'Avana, n. 1943)

## Registi(7)
- Steve Barker, regista e sceneggiatore britannico (Blackpool, n. 1971)
- Steve Barron, regista, sceneggiatore e produttore cinematografico irlandese (Dublino, n. 1956)
- Steve Carver, regista statunitense (New York, n. 1945 - Los Angeles, † 2021)
- Steve James, regista, sceneggiatore e montatore statunitense (Hampton, n. 1955)
- Steve Miner, regista e produttore cinematografico statunitense (Westport, n. 1951)
- Steve Rash, regista statunitense
- Steve Sekely, regista ungherese (Budapest, n. 1899 - Palm Springs, † 1979)

## Saltatori con gli sci(1)
- Steve Delaup, ex saltatore con gli sci francese (Porto Vecchio, n. 1972)

## Sassofonisti(4)
- Steve Coleman, sassofonista e compositore statunitense (Chicago, n. 1956)
- Steve Grossman, sassofonista statunitense (New York, n. 1951 - New York, † 2020)
- Steve Lacy, sassofonista e compositore statunitense (New York, n. 1934 - Boston, † 2004)
- Steve Mackay, sassofonista statunitense (Grand Rapids, n. 1949 - Daly City, † 2015)

## Sceneggiatori(4)
- Steve Conrad, sceneggiatore e regista statunitense (Fort Lauderdale, n. 1968)
- Steve Holland, sceneggiatore, produttore televisivo e scrittore statunitense (n. 1968)
- Steve Kloves, sceneggiatore, regista e produttore cinematografico statunitense (Austin, n. 1960)
- Steve Lightfoot, sceneggiatore e produttore televisivo britannico

## Sciatori alpini(2)
- Steve Devin, ex sciatore alpino statunitense
- Steve Missillier, ex sciatore alpino francese (Annecy, n. 1984)

## Scrittori(11)
- Steve Bein, scrittore e insegnante statunitense (Oak Park, n. 1973)
- Steve Cavanagh, scrittore britannico (Belfast)
- Steve Erickson, scrittore, saggista e critico cinematografico statunitense (Los Angeles, n. 1950)
- Steve Fisher, scrittore e sceneggiatore statunitense (Marine City, n. 1912 - Canoga Park, † 1980)
- Steve Hamilton, scrittore statunitense (Detroit, n. 1961)
- Steve LeVine, scrittore, giornalista e blogger statunitense (New York, n. 1957)
- Steve Niles, scrittore statunitense (New Jersey, n. 1965)
- Steve Perry, scrittore statunitense (n. 1947)
- Steve Sem-Sandberg, scrittore e giornalista svedese (Oslo, n. 1958)
- Steve Vander Ark, scrittore statunitense (n. 1957)
- S. J. Watson, scrittore inglese (Stourbridge, n. 1971)

## Skater(2)
- Steve Berra, skater statunitense (Saint Louis, n. 1973)
- Steve Caballero, skater statunitense (San Jose, n. 1964)

## Stilisti(1)
- Steve Madden, stilista e imprenditore statunitense (New York, n. 1958)

## Taekwondoka(1)
- Steve Vick, taekwondoka e kickboxer australiano

## Tastieristi(4)
- Steve Porcaro, tastierista e compositore statunitense (Hartford, n. 1957)
- Steve Swindells, tastierista inglese (Ipswich, n. 1952)
- Steve Weingart, tastierista statunitense (Dayton, n. 1966)
- Steve Williams, tastierista e compositore britannico (St Asaph, n. 1971)

## Tennisti(9)
- Steve Bryan, ex tennista statunitense (Katy, n. 1970)
- Steve Campbell, ex tennista statunitense (Buffalo, n. 1970)
- Steve DeVries, ex tennista statunitense (Cincinnati, n. 1964)
- Steve Denton, ex tennista statunitense (Kingsville, n. 1956)
- Steve Docherty, ex tennista australiano (Newcastle, n. 1950)
- Steve Guy, ex tennista neozelandese (Wellington, n. 1959)
- Steve Johnson, ex tennista statunitense (Orange, n. 1989)
- Steve Krulevitz, ex tennista statunitense (Baltimora, n. 1951)
- Steve Meister, ex tennista statunitense (New York, n. 1958)

## Trombettisti(1)
- Steve Sidwell, trombettista e compositore britannico (n. 1961)

## Velocisti(2)
- Steve Mullings, ex velocista giamaicano (Saint Elizabeth, n. 1982)
- Steve Williams, ex velocista statunitense (New York, n. 1953)

## Wrestler(3)
- Steve Austin, ex wrestler e attore statunitense (Austin, n. 1964)
- The Brooklyn Brawler, ex wrestler statunitense (Brooklyn, n. 1961)
- Seth Skyfire, ex wrestler statunitense (Birmingham, n. 1979)

## Senza attività specificata(3)
- Steve Omischl, ex sciatore freestyle canadese (North Bay, n. 1978)
- Steve Peat, ex mountain biker britannico (Sheffield, n. 1974)
- Steve Wijler, ex arciere olandese (n. 1996)